# Barrage de Gökçe
Le barrage de Gökçe est un barrage en Turquie. La rivière Sellimandra va se jeter dans la Mer de Marmara près de Yalova à 8 km en aval du barrage.

## Sources
- (en) www.dsi.gov.tr/tricold/gokce.htm Site de l'agence gouvernementale turque des travaux hydrauliques